# Никольская церковь (Верх-Исетский район, Екатеринбург)
Це́рковь Никола́я Чудотво́рца (Никольская церковь) — утраченный православный храм в Екатеринбурге, находившийся в Заречной части посёлка Верх-Исетского завода. Был построен в 1890—1897 годах. Разрушен коммунистами в 1930 году.
В 2011 году на месте разрушенного храма была построена деревянная церковь, также названная в честь Николая Чудотворца.

## История
9 мая 1890 года на территории Торговой (Базарной) площади посёлка Верх-Исетского завода (ныне территория Птичьего рынка в Екатеринбурге) была заложена каменная одноэтажная церковь с одним престолом и одной колокольней. Церемонии закладки церкви предшествовала литургия, совершённая в тот же день епископом Екатеринбургским и Ирбитским Поликарпом в Успенском соборе. Храм во имя святого Николая Чудотворца строился на пожертвования рабочих Верх-Исетского завода в честь спасения семьи Императора Александра III при крушении поезда 17 октября 1888 года. Освящение Никольской церкви епископом Екатеринбургским Владимиром состоялось 4 мая 1897 года. Император прислал в церковь одну из икон, находившуюся в вагоне-столовой, в котором он находился со своей семьёй в момент крушения поезда.
Никольская церковь имела статус приходской церкви Верх-Исетска, вмещая до 1200 прихожан. После революционных событий 1917 года при церкви было создано религиозное общество.
Из-за начавшейся в СССР кампании по борьбе с религией Никольская церковь была закрыта постановлением Свердловского облисполкома от 17 марта 1930 года и передана в ведение райсовета для сноса и использования в качестве строительного материала. Здание было разобрано, а из полученного кирпича на углу улиц Халтурина и Егорова был построен конструктивистский кинотеатр «Сталь».
21 сентября 2011 года на месте прежнего храма была построена деревянная обыденная церковь, также названная в честь Николая Чудотворца.

## Галерея

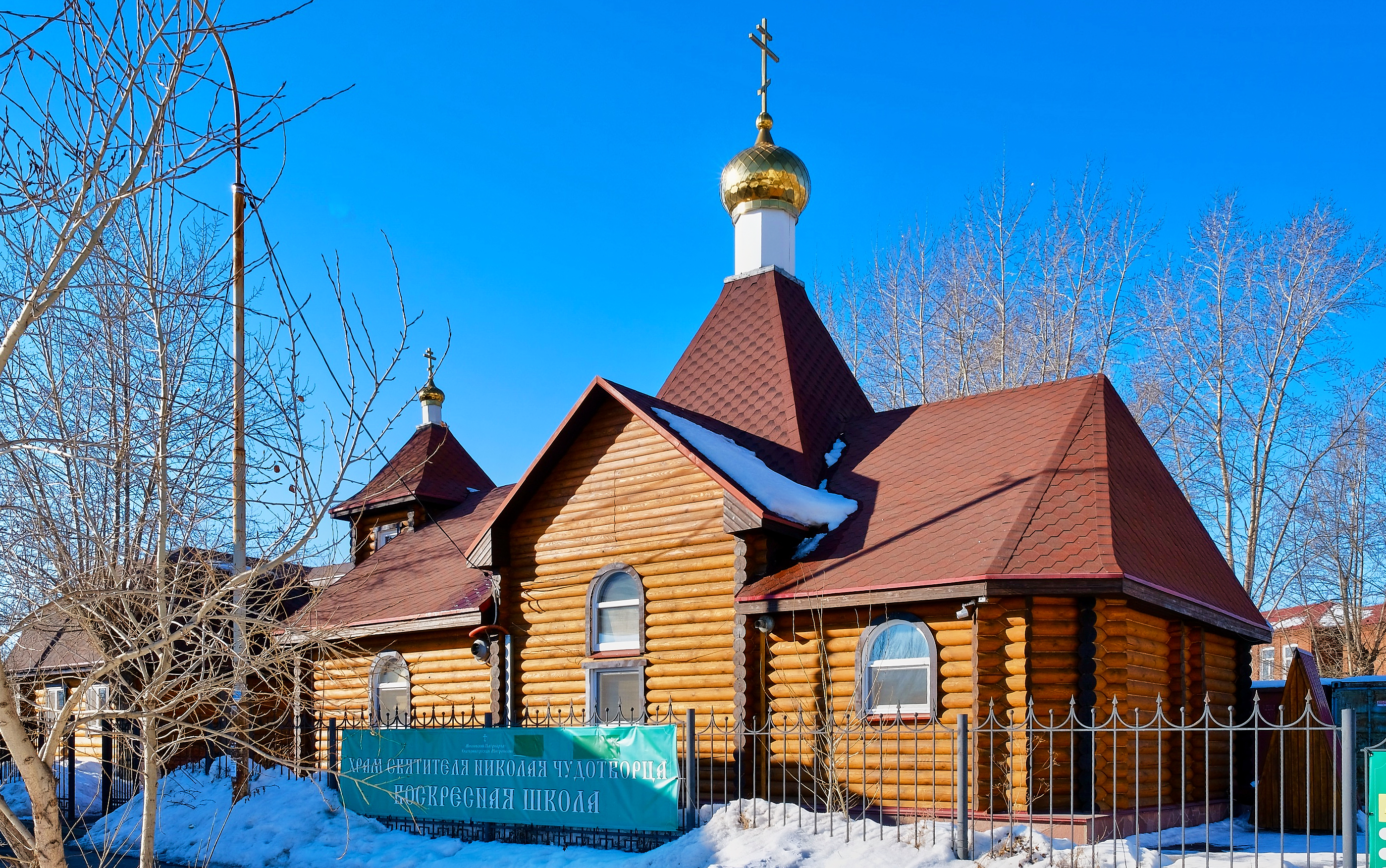
Деревянная Никольская церковь, построенная на месте разрушенной
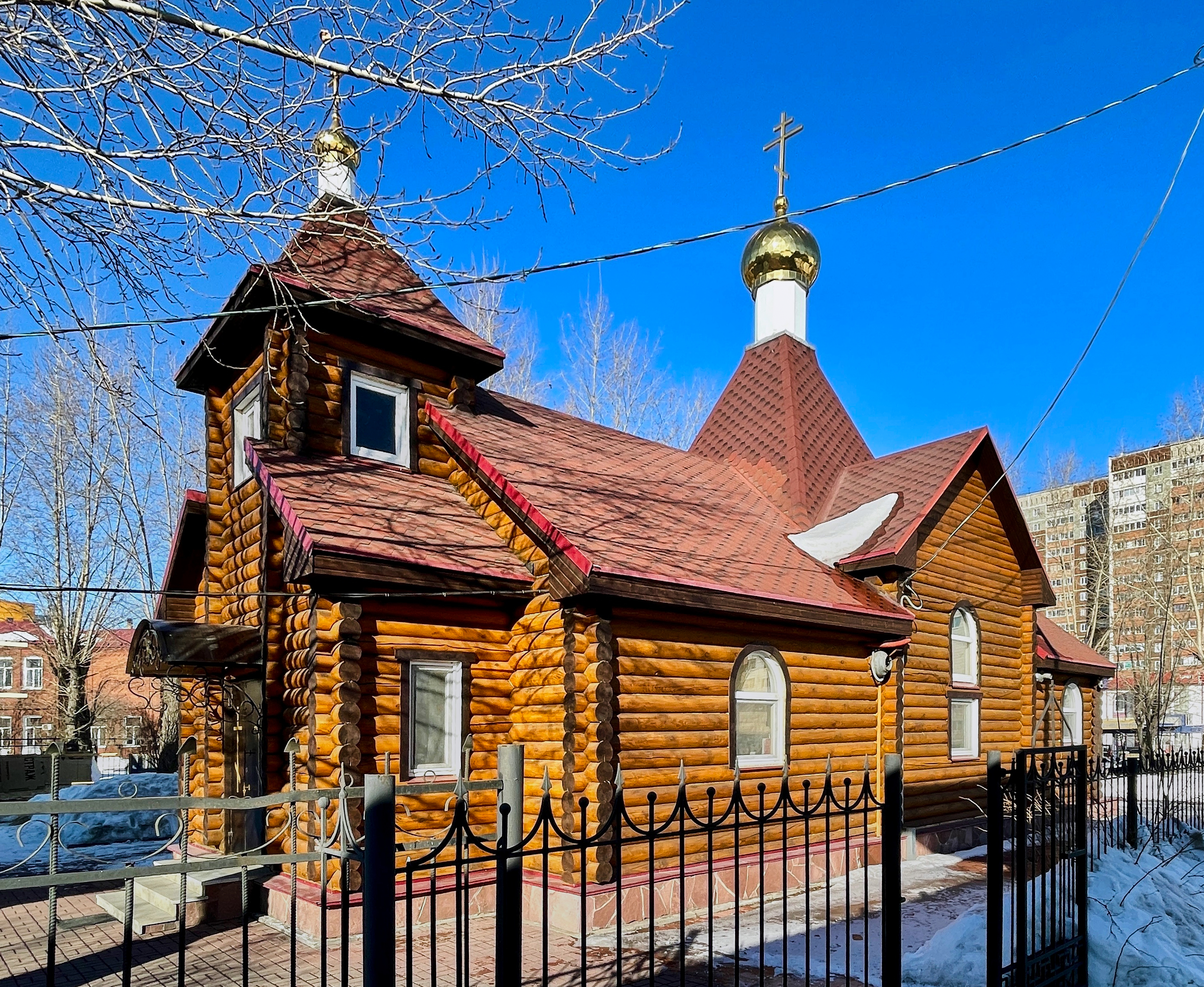
Деревянная Никольская церковь
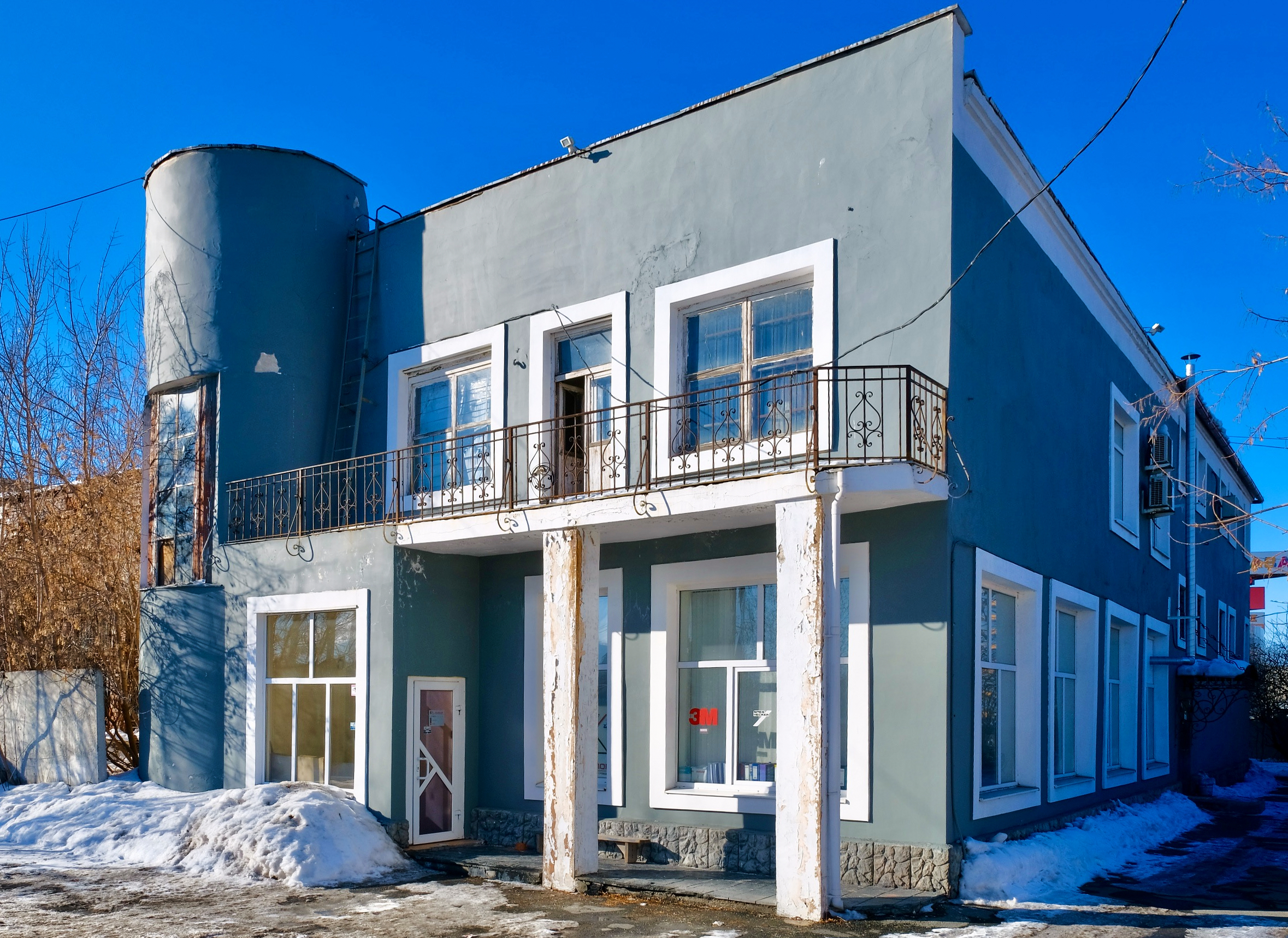
Здание бывшего кинотеатра «Сталь» (ул. Халтурина, 43а)